# Homalothecium arenarium
Homalothecium arenarium là một loài Rêu trong họ Brachytheciaceae. Loài này được (Lesq.) E. Lawton mô tả khoa học đầu tiên năm 1965.